# GSSAP 4
GSSAP 3 (USA 271) — военный разведывательный спутник, изготовленный компанией Orbital ATK (базирующейся в американском штате Вирджиния) и запущенный американской компанией United Launch Alliance (совместное предприятие авиационных гигантов Boeing и Lockheed Martin) в 07:52 мск 19 августа 2016 года с космодрома на мысе Канаверал с помощью ракеты-носителя Delta IV, одновременно с другим   разведывательным спутником ВВС США «GSSAP 3».
Запланированная высота орбиты обоих спутников составляет 35,9 тыс. км.
Военная программа, в которой используются эти спутники называется Geosynchronous Space Situational Awareness Program (сокр. GSSAP, англ. Программа осведомлённости ситуации на Геосинхронной орбите). Её цель — наблюдение за другими космическими аппаратами, находящимися на геосинхронных орбитах. Таким образом США собираются следить за спутниками других государств. Ранее, в июле 2014 года, с помощью такой же ракеты-носителя уже были выведены на орбиту два подобных спутника.